# Papyrus 99
Papyrus 99 (nach Gregory-Aland mit Sigel {\displaystyle {\mathfrak {P}}}99 bezeichnet, oder anderswo auch Papyrus Chester Beatty 1499) ist eine frühe griechische Abschrift des Neuen Testaments und gehört zu den biblischen Chester-Beatty-Papyri. Mittels Paläographie wurde es auf das 4. oder 5. Jahrhundert datiert.

## Beschreibung
Dieses Papyrusmanuskript der Paulusbriefe enthält:
- Römer 1,1;
- 2. Korinther 1,3–6; 1,6–17; 1,20–24; 2,1–9; 2,9–5,13; 5,13–6,3; 6,3–8,13; 8,14–22; 9,2–11,8; 11,9–23; 11,26–13,11;
- Galater 1,4–11; 1,18–2,4; 2,4–3,19; 3,19–4,9;
- Epheser 1,4–2,21; 1,22(?); 3,8–6,24.

## Text
Der griechische Text des Kodex repräsentiert den Alexandrinischen Texttyp.

## Aufbewahrungsort
Die Handschrift wird zurzeit in der Chester Beatty Library  unter der Signatur P. Chester B. Ac. 1499, fol 11–14 in Dublin aufbewahrt.